# Храмчихин, Александр Анатольевич
Храмчи́хин Алекса́ндр Анато́льевич (род. 3 июня 1967, с. Спас, Красногорский район, Московская область) — российский политолог.

## Биография
Родился в 1967 году в Подмосковье, в селе Спас (ныне местность находится на территории Москвы). 
Окончил физический факультет МГУ (1990).
В 1995—1996 годах работал в аналитических структурах избирательного штаба партии «Наш дом — Россия» на выборах в Государственную думу, затем штаба Бориса Ельцина на президентских выборах.
В 1995—1998 работал в структурах Всероссийского Союза Народных домов (ВСНД) (глава — сначала С. А. Филатов, потом C. А. Попов, один из основателей и руководителей «Единой России»), позже — в московском отделении ВСНД в качестве рядового сотрудника.
В 1999 году участвовал в избирательной кампании «Союза правых сил» и Сергея Кириенко на выборах депутатов Государственной думы и мэра Москвы.
В Институте политического и военного анализа работал с момента его создания в январе 1996 года на основе информационно-аналитической службы штаба партии «Наш дом — Россия» по сентябрь 2016 года, когда институт был ликвидирован. Был руководителем аналитического отдела института, автором и ведущим институтской базы данных по политической ситуации в регионах России.
Сферы деятельности — внутренняя политика федерального и регионального уровня, внешняя политика, вопросы военного строительства и вооружённых сил в России и за рубежом.
Участвует в качестве эксперта в программах телевидения и радио (ВГТРК, РЕН ТВ, «Радио России», «Маяк-24»).
В период обучения Храмчихина на младших курсах вуза подавляющая часть советских студентов (в том числе МГУ) была лишена отсрочки от призыва в Вооружённые Силы. Но сам Храмчихин в армии не служил. Позднее, в 2010-м году, он оценивал опыт призыва студентов в 1980-е гг. как положительный и одобрял идею снова отменить студенческую отсрочку. Мотивировал тем, что появление студентов в армии поможет её оздоровлению и искоренит неуставные отношения.

## Труды
Основной автор книг «Выборы в шестую Государственную думу: итоги и выводы» и «Выборы президента РФ: итоги и выводы», изданных Институтом политического и военного анализа в 1996 году.
Автор нескольких сотен публикаций на политические и военные темы в печатных изданиях («Независимое военное обозрение», «Время МН», «Знамя», «Отечественные записки» и другие) и на интернет-сайтах (Русский Журнал, GlobalRus.ru, ima-press.ru, РБК и другие), книги.
Храмчихин стал автором раздела о военных приготовлениях КНР в книге.
Вероятно, работа Храмчихина стала основой сценария, использованного Н. Михалковым в своей телепередаче.

### «Дракон проснулся»
Наблюдая за модернизацией армии КНР, её техническим переоснащением и характером проводимых крупномасштабных учений, Храмчихин сопоставил это с серьёзными внутренними проблемами Китая в книге. На основе изучения более чем 400 источников информации (включая работы специалиста-китаеведа Ю. М. Галеновича и др.) он пришёл к выводу, что обостряющийся недостаток природных ресурсов, территории и необходимость поднять популярность КПК могут стать причиной вооружённого конфликта (наподобие «маленькой победоносной войны») с целью отвлечь внимание населения от внутренних проблем, угрожающих дальнейшему ресурсо-расточительному развитию страны.